# Martin Wognitsch
Pas d'image ? Cliquez ici

a Compétitions nationales et continentales officielles uniquement.

b Matchs officiels uniquement.
Dernière mise à jour le 7 janvier 2021.
Martin Wognitsch, né le 22 novembre 1988, est un joueur tchèque de rugby à XV jouant au poste de deuxième ligne.

## Biographie
Martin Wognitsch est le fils d'un ancien troisième ligne international tchécoslovaque. Il débute le rugby dans la ville de Brno en tant que demi de mêlée enfant avant de passer au poste de deuxième ligne. Il vient ensuite en France et passe des tests avec le Lyon OU, l'US bressane et à l'US Oyonnax. Il rejoint alors Oyonnax en 2008.
Il fait l'intégralité de sa carrière professionnelle en France. Il évolue en Pro D2 et en Fédérale 1 avec l'US Oyonnax, l'AC Bobigny 93 et Soyaux Angoulême XV Charente,.
En 2018, à l'issue de la saison, il décide de prendre sa retraite sportive à l'âge de 29 ans.
Martin Wognitsch est international tchèque. Il a évolué avec l'équipe nationale de 2011 à 2014, disputant trois championnats européens des nations.

## Palmarès
Néant.